# Marcelo (usurpador romano)
Marcelo (em latim: Marcellus) foi um oficial do exército romano que primeiro apoiou o usurpador Procópio e depois tentou tomar o trono para si por um breve período.
Há duas versões sobre a sua tentativa de usurpar o trono, a primeira contada por Amiano Marcelino, um historiador da mesma época, e a segunda, por Zósimo, que escreveu no início do século VI.

## Versão de Amiano Marcelino
Amiano Marcelino sublinha o fato de Marcelo ser um parente de Procópio (e, portanto, um membro da dinastia constantiniana como ele). Em 365, Procópio havia se revoltado contra Valente e Marcelo tornou-se seu protector, encarregado da defesa de Niceia. Quando, no ano seguinte, Procópio foi morto, Marcelo assassinou Sereniano, um cruel general de Valente que fora capturado por Procópio em Cízico e, em seguida, conquistou Calcedônia.
Procópio havia baseado sua reivindicação ao trono em sua ligação com a família de Constantino e no suporte dos bárbaros godos; Marcelo tentou explorar a sua relação com Procópio e consolidou a aliança para se auto-proclamar imperador, mas seu reinado foi curto. O mestre dos soldados (magister militum) de Valente, Equício (Equitius), soube da morte de Procópio e atacou Marcelo, capturando-o. Depois de uns poucos dias, ele e alguns de seus aliados mais próximos foram executados.

## Versão de Zósimo
De acordo com Zósimo, Marcelo foi enviado por Procópio de Constantinopla para a Bitínia para conter a unidade de cavalaria comandada por Sereniano, um general leal a Valente. Ele havia ocupado Cízico, mas Marcelo cercou a cidade e a tomou, forçando Sereniano a fugir. Depois de uma breve perseguição que os levou à Lídia, Marcelo conseguiu matá-lo.
Depois da morte de Procópio, Valente capturou Marcelo e, segundo Zósimo e João de Antioquia, acusou-o de estar planejando usurpar o trono para si, pois levava consigo as regalias de Procópio. Por isso, Valente ordenou que ele, seus aliados e toda a sua família fossem executados.